# Wayne Tucker
Wayne Tucker (* 1986 oder 1987) ist ein US-amerikanischer Jazzmusiker (Trompete, Komposition), der in der Hardbop-Tradition spielt.

## Leben und Wirken
Tucker wuchs in Syracuse, New York auf und hatte ab drei Jahren Musikunterricht; sein Vater ist der Pianist Derrick Trucks. Mit 15 Jahren begann er auf der Trompete Privatunterricht zu nehmen, nachdem er zuvor drei Jahre autodidaktisch gespielt hatte. 2009 schloss er sein Studium im Jazzprogramm an der State University of New York, Purchase ab; seitdem lebt er in Brooklyn und arbeitet in der New Yorker Jazzszene u. a. mit Camille Harris (Silly Jazz), Cyrille Aimée, Bob Mintzer,  Delfeayo Marsalis, Elvis Costello und Addison Frei (Transit, 2016). 
Unter eigenem Namen legte Tucker 2016 sein Debütalbum When I Was a Child (OneTrickDog Records) vor, auf dem er Eigenkompositionen und Arrangements (etwa von Dizzy Gillespies „Con Alma“) einspielte, die neben dem Jazz und klassischer Musik auch von weiteren Stilrichtungen wie Gospel, Pop, nahöstlicher Musik, Hip-Hop und R&B beeinflusst waren. Mitwirkende waren Jason Marshall, Sullivan Fortner, Yasushi Nakamura sowie Cyrille Aimee (in „Dream Deterred“) und J. Nathaniel Reed (in dem Stevie-Wonder-Titel „I Can't Help It“). Gegenwärtig leitet Tucker ein eigenes Quintett, dem Miles Tucker (Tenorsaxophon), Hila Kulik (Piano), Tamir Shmerling (Bass) und Joaquin Ramirez (Drums) angehören.